# Pelophylax cerigensis
Espèce
Synonymes
- Rana cerigensis Beerli, Hotz, Tunner, Heppich & Uzzell, 1994

Statut de conservation UICN

 CR B1ab(iii)+2ab(iii) : 
En danger critique
Pelophylax cerigensis, la Grenouille de Karpathos, est une espèce d'amphibiens de la famille des Ranidae.

## Répartition et habitat
Cette espèce est endémique de l'île de Karpathos en Grèce. 
Cette espèce est principalement aquatique. Elle vit dans les eaux stagnantes ou ayant un faible débit. 

## Description
Pelophylax cerigensis mesure 42 à 67 mm. Son dos est gris brunâtre ou olive et présente ou pas de petites taches brun clair. Sa face ventrale est crème marbré de gris. Les sacs vocaux du mâle sont gris foncé.

## Populations
Karpathos, une île où l'eau est rare, n'est occupée que par un faible nombre de petites populations de cette espèce aquatique. Sa survie à long terme est incertaine et ce à cause de la déforestation, de la rareté de l'eau et de la dégradation de son habitat aquatique par l'homme. Elle est classée en danger critique d'extinction.

## Étymologie
Son nom d'espèce, composé de cerig[o] et du suffixe latin -ensis, « qui vit dans, qui habite », lui a été donné en référence au lieu de sa découverte, Karpathos (Cerigo en latin).

## Publication originale
- Beerli, Hotz, Tunner, Heppich & Uzzell, 1994 : Two new water frog species from the Aegean Islands Crete and Karpathos (Amphibia, Salientia, Ranidae). Notulae Naturae of the Academy of Natural Sciences of Philadelphia, vol. 470, p. 1-9 (texte intégral).